# Xavier Castellsagué
Xavier Castellsagué Piqué (Granollers, 1959 - Bruguera, 12 de juny de 2016) fou un doctor i investigador català, especialista en el virus del papil·loma. Va treballar com a cap de la Unitat d'Infeccions i Càncer de l'Institut Català d'Oncologia. És conegut per haver estat l'investigador principal dels assajos clínics per provar la vacuna contra el virus del papil·loma humà, que en les dones pot arribar a provocar càncer de coll de matriu. Era metge especialista en epidemiologia per la Universitat Autònoma de Barcelona i doctorat en Salut Pública per la Universitat Yale, als Estats Units, gràcies a una beca de doctorat de la Fundació La Caixa.